# همای (دختر گشتاسپ)
همای در داستان‌های ملی ایران و شاهنامه دختر گشتاسپ خواهر پشوتن و اسفندیار و شیدسپ و فرشیدورد و به آفرید بود.
گشتاسپ قول داد اگر کسی کین زریر را بستاند همای را به عقد او در خواهد آورد اما کسی جز اسفندیار برادر همای گره از این کار نگشود:
| همی گوید آنکس کجا کین اوی  |  | بخواهد نهد پیش دشمنش روی    |
| مر او را دهم دخترم را همای |  | وُ کرد ایزدش را برین بر گوای |

## همای در شاهنامه
همای کاخی در بلخ داشت که در غیبت پدر در آنجا اقامت می‌کرد و چون تورانیان به بلخ یورش آوردند او و خواهرش به آفرید به چنگ ارجاسپ شاه خَلُّخ افتادند و به رویین‌دژ تختگاه خَلُّخ انتقال یافتند. اسفندیار کمر همّت برای رهانیدن آنان ببست و پس از طی مراحل هفت خان اسفندیار به رویین‌دژ نفوذ کرد و بر ارجاسپ پیروزی یافت او را کشت، دو خواهرش را رهانید و به ایران بازشان گرداند.
وقتی اسفندیار در کسوت بازرگانان به رویین‌دژ داخل شد با هدایا نخست بدیدار ارجاسپ و بزرگان رسید دوستی و معامله با بزرگان آنجا را طرح افکند سپس با جلب نظر ارجاسپ، در بازار شهر بساط عرضه کالا براه انداخت. خواهرانش ژنده‌پوش به بهانه خرید نزد بارزگان یعنی برادرشان شتافتند و از لحن صدایش او را شناخنتد امّا اسفندیار از بیم لو رفتن نقشه‌اش، بار نخست اظهار آشنایی نکرد:
| برفتند هر دو به نزدیک اوی   |  | ز خون برنهاده به رخ بر دو جوی |
| به خواهش گرفتند بیچارگان    |  | بر آن نامور مرد بازارگان      |
| بدو گفت خواهر که ای ساروان  |  | نخست از کجا راندی کاروان      |
| ز ایران و گشتاسپ و اسفندیار |  | چه آگاهی است ای گو نامدار     |
| بدین سان دو دخت یکی پادشاه  |  | اسیریم در دست نا پارسا        |